# 能源 (杂志)
《能源》 (ISSN 1996-1073) 是一个相关的科学研究、技术开发、工程设计、以及相关政策和管理研究杂志。它于2008年开始出版，是一个开放获取式的出版物。该杂志由国际分子多样性保护组织（the international organization Molecular Diversity Preservation International ，MDPI）出版。 2010年，杂志的影响因子是1.130。